# Acisoma
Genre
Acisoma est un petit genre d'insectes de la famille des Libellulidae comprenant seulement deux espèces. 

## Liste des espèces
Liste des espèces
- Acisoma panorpoides Rambur, 1842
- Acisoma trifida Kirby, 1889